# Фолл-Крик
Фолл-Крик (англ. Fall Creek) — невключённая территория в округе Адамс (штат Иллинойс, США).
Находится на федеральной трассе № 172 к юго-западу от города Пэйсон (штат Иллинойс).
До недавнего времени район Фолл Крик был популярным местом среди любителей рафтинга и каякинга. Однако несколько лет назад эта территория была закрыта для спортсменов.